# Teoría interpretativa de la traducción
La teoría interpretativa de la traducción (TIT, por sus siglas en francés y español) o teoría del sentido (en francés, Théorie interprétative de la traduction o Théorie du sens) es la primera teoría del campo de la traductología que se enfoca en el proceso cognitivo o mental de los intérpretes y traductores y afirma que las interpretaciones o traducciones no se llevan a cabo entre lenguas, sino entre textos y discursos, de ahí que se enfoque en la comprensión del sentido de un mensaje entre textos orales o escritos. Danica Seleskovitch y Marianne Lederer la desarrollaron y fue la teoría base de formación de la Escuela Superior de Intérpretes y Traductores (en francés, École Supérieure d'Interprètes et de Traducteurs, ESIT) de la Universidad Sorbonne Nouvelle.
Esta teoría postula tres fases principales durante el proceso de interpretación o traducción: comprensión del mensaje, desverbalización de los elementos lingüísticos y reexpresión del mensaje con elementos de la lengua meta.

## Antecedentes
En la década de 1960 en París, Danica Seleskovitch comenzó a hacerse preguntas sobre el funcionamiento del proceso de interpretación. Debido a su afinidad de intereses, la autora de la TIT formó un equipo de trabajo e investigación con Marianne Lederer, a quien conoció en una misión estadounidense en Túnez a finales de los 50s.
En su obra L’interprète dans les conférences internationales, Seleskovitch realiza un estudio de la interpretación de conferencias donde da gran importancia al análisis del proceso mental que permite la transmisión de un mensaje de una lengua a otra. Después de hacerse preguntas sobre el funcionamiento cognitivo de los intérpretes y traductores, propuso una serie de modelos de análisis de traducción con base en la observación de intérpretes de la ESIT, dando así origen a la TIT. Así, Seleskovitch no parte de una formación teórica previa para desarrollar su teoría, sino de la observación de su experiencia como intérprete y como profesora de interpretación, basándose en situaciones reales de comunicación, para lograr esbozar  diferentes fenómenos presentes en la interpretación y, posteriormente, en la traducción.
De igual manera, en sus trabajos posteriores, la idea de comprensión del sentido y comprensión de la lengua se van a ir desarrollando, así como los conceptos esenciales de sentido, discurso, principio de sinécdoque, lengua, transcodificación, etc., para más tarde dar origen a las tres fases del proceso traductor: comprensión, desverbalización y reexpresión.

## El sentido
Comprender el concepto de sentido para explicar las tres fases del proceso traductor es necesario ya que esta teoría propone traducir el sentido del texto en vez de las palabras. La TIT entiende este término como la construcción cognitiva que el oyente efectúa a partir de la confluencia de todos los elementos (lingüísticos y no lingüísticos) presentes en el proceso de comunicación. En otras palabras, el sentido es una reconstrucción del mensaje del locutor por parte del oyente o del lector, a partir de complementos cognitivos que ellos añaden a la forma lingüística del mensaje emitido por el locutor. Los complementos cognitivos son elementos pertinentes, nocionales y emocionales como el bagaje cognitivo o saber general del sujeto, adquirido a través de la experiencia personal, y el contexto cognitivo o saber acumulativo presente en la memoria.
Posteriormente, Laplace, profesora de la ESIT, sintetiza el término sentido en dos acepciones: sentido del mensaje y sentido de las palabras (más adelante también llamado significación). El sentido del mensaje engloba al texto en general, mientras que el sentido de las palabras se refiere únicamente a las palabras de forma individual. La significación de las palabras son las posibles definiciones de estas que podemos encontrar en los diccionarios, ejemplo: close = cerrar o cerca. Ahora bien, las teóricas llamarían significación actualizada al significado que adquiere la palabra o unidad léxica en un contexto específico, ejemplo: She is close to  me = Ella está cerca de mí. De esta manera las significaciones actualizadas son parte de la construcción del sentido del mensaje completo. De ahí que el sentido sea variable, pues depende del contexto o situación e interlocutores que intervienen en su emisión. Un factor a considerar es que el sentido será variable a razón de que, según Seleskovitch, las palabras portan un significado cuya variación es infinita según el contexto, la situación y los interlocutores.
También el sentido es explicado por Seleskovitch y Lederer como la reconstrucción del "querer decir del locutor" por parte del receptor,  por medio de sus complementos cognitivos, los que activa para comprender los signos o formas lingüísticas que usa el locutor. Esta noción de sentido funcionaba  para la comprensión de textos pragmáticos (textos que no tienen una función estética y/o emotiva). La noción de sentido de la teoría interpretativa fue en sus inicios puramente nocional o conceptual. No se abordó su carácter emocional o estético. En 1979, Seleskovitch todavía excluía expresamente del marco de  la teoría interpretativa a los textos con una función estética, pues para ella este tipo de textos planteaba problemas específicos de forma que debían tratarse por separado. Sin embargo, bajo la influencia de algunos de sus estudiantes de doctorado, su actitud cambió gradualmente y en 1988, unos años después de la publicación de Interpréter pour traduire, reconoció  que la forma puede afectar al sentido.

#### Fidelidad al sentido propuesto por Amparo Hurtado Albir
Amparo Hurtado Albir, discípula de las teóricas del sentido, también aportó a la teoría tiempo después. Hurtado Albir propone que para traducir el sentido según la Teoría Interpretativa, se deberán tener en cuenta tres principios: el querer decir del autor, la lengua de llegada y el destinatario de la traducción. El querer decir se formula con la comprensión de los elementos lingüísticos y no lingüísticos del emisor. La lengua de llegada es relevante en cuanto a sus limitaciones y convenciones. Y por último, al destinatario se le deberá tomar en cuenta para adaptar el mensaje según lo que pueda o no comprender.
Según Hurtado Albir, se puede efectuar un análisis a la fidelidad del sentido. Para ello, hay que tomar en cuenta tres dimensiones: la subjetividad, la historicidad y la funcionalidad. La subjetividad se entiende como la participación del traductor como un agente que interviene con todo su bagaje lingüístico y cognitivo. La historicidad es pertinente en cuanto a soluciones inadecuadas se refiere, ya que se debe tomar en cuenta el envejecimiento del contenido lingüístico y extralingüístico del texto de partida. Por último, la funcionalidad se refiere a la verificación de la eficacia del producto meta para la audiencia de llegada de acuerdo con el tipo de texto, la lengua y el medio a los que se traduce.
Hurtado Albir ejemplifica su aportación por medio de la descripción de una parte de la traducción al español del cómic francés de Le fils d’Astérix. Dentro del cómic hay una escena en la que una nodriza-legionario, contratado para deshacerse de uno de los niños de César y Cleopatra, dice: D'ailleurs à cause de mon premier métier on m'appelait la Mamelón de la legión (me llamaban el pezón de la legión). Como el niño llora, empieza a cantar una canción francesa que originalmente diría Quand Madelon vient nous servir à boire (Cuando Madelon venga a servirnos una copa), sin embargo, cambia el personaje de Madelon por Mamelón y termina cantando Quand Mamelón vient nous servir á boire. Esto significa cambiar el nombre de Mamelón por el pezón, lo cual genera un efecto humorístico para el público francés. Para que esta misma sensación se produjera en el público de habla castellana, el traductor, Victor Mora, tuvo que optar por una solución adecuada al público oyente. Escribe en su versión: "Por culpa de mi primer oficio, me hacían la broma de decir que lo de la legión me lo tomaba muy a pecho y sigue con la canción española Mira mi pecho tatuado […]".Como se puede observar, el traductor no tradujo palabra por palabra, sino el sentido de ambas frases: cambió las propuestas para que ambos públicos pudieran disfrutar del juego de palabras y el encadenamiento musical del texto de partida.

## Fases

### Comprensión
La primera fase del proceso traductor es la comprensión. La TIT encontró explicación al proceso de comprensión en J. Piaget, cuya noción de asimilación y acomodación dice que con base en conocimientos previos se asimila información nueva mientras que la ya conocida se adapta a situaciones nuevas. Esta noción explica el proceso de comprensión en el intérprete y el traductor. Además demuestra que el texto no cumple su función si no ha sido comprendido por el receptor, quien se apoya tanto del contexto como de sus conocimientos enciclopédicos para interpretarlo. Por lo tanto, las autoras argumentan que para interpretar y traducir no basta con el conocimiento que se tiene de una lengua o de las significaciones presentes, sino que es necesario incorporar los complementos cognitivos para que la captación del sentido sea posible.
Una vez que se ha comprendido el texto, se delimita la unidad de sentido, considerada también como una unidad de traducción, que el intérprete podrá reformular en otra lengua.

#### Memoria como factor dentro de la comprensión
Los estudios en interpretación entre lenguas realizados por Seleskovitch proponen que la comprensión y la retención del sentido van en conjunto y que esto se guarda automáticamente en la memoria.
En la comprensión intervienen la memoria inmediata y la memoria cognitiva. La primera, es la que nos permite retener las palabras durante unos breves instantes y las integra a conocimientos anteriores. La segunda, libera el saber lingüístico (conocimientos de la lengua) y extralingüístico (conocimientos culturales) pertinente y necesario para comprender. Existe, a su vez, una memoria cognitiva a medio plazo que retiene las unidades de sentido que conforman el contexto cognitivo, y una memoria cognitiva a largo plazo que retiene el conjunto de conocimientos adquiridos por el sujeto.
La memoria inmediata en la interpretación, que supone la presencia simultánea de diferentes palabras, permitió a la TIT sustentar que las palabras se presentan siempre por grupos enteros, lo que plantea que la traducción palabra por palabra es contraria al funcionamiento del lenguaje.

### Desverbalización
La desverbalización sería la segunda fase del proceso de traducción; esta consiste en separar el sentido de la forma lingüística que inicialmente lo contiene. Después de la comprensión del mensaje, se desvanecen los sonidos del lenguaje oral y los signos gráficos del lenguaje escrito, mientras que el contenido interpretado del mensaje (sentido) permanece en forma no verbal o desverbalizado. Seleskovitch y Lederer sostienen que la desverbalización es inherente a la comunicación cotidiana, porque la naturaleza del sentido no es verbal. Reconocen la diferencia entre una memoria formal, que asocia los sonidos y las significaciones lingüísticas durante un breve instante, y una memoria cognitiva, que retiene los recuerdos más tiempo en forma no verbal a mediano y a largo plazo.

Esta fase se basó en la teoría de la psicología genética de Piaget y en la neuropsicología experimental, que resaltaron la importancia de la memoria en el proceso de comprensión del sentido. La memoria retiene lo sensible (los significantes) y sus conceptos vinculados (los significados), pero también guarda los complementos cognitivos añadidos a los signos lingüísticos (el sentido), además del saber general del individuo. Los trabajos de Jacques Barbizet fueron de especial relevancia para la teoría a este respecto: 
La neuropsicología nos indica que la comprensión oral se inscribe en una zona relativamente limitada del córtex temporal del lado izquierdo en forma de metacircuitos o engramas, cada uno de ellos soporte neurónico específico de un sentido adquirido.
Por esto, las autoras concluyen que el recuerdo cognitivo (sentido) está constituido por una organización neurónica (metacircuitos).
La desverbalización es más evidente en la interpretación que en la traducción de textos escritos, pues se recomienda que el intérprete “escuche el sentido” y se olvide de la forma del texto de partida (el que se traduce). Una dificultad para aplicar y afirmar la existencia de esta fase en la traducción escrita podría ser que los signos gráficos no desaparecen como los sonidos, sino que permanecen en la página y exigen equivalencias en la lengua de llegada (a la que se traduce).

### Reexpresión
La tercera fase es la de reexpresión y consiste en reformular el discurso a través de los elementos lingüísticos de otra lengua conservando el sentido. La sintaxis y el léxico de las lenguas se comportan de manera distinta y es por eso que se utilizan para construir un mismo mensaje en otra lengua. Seleskovitch señaló la existencia de dos estrategias de reexpresión dentro de la interpretación: 
- La correspondencia de palabras: Unidades léxicas (nombres, números, términos técnicos, entre otros) que tienden a ser invariables de una lengua a otra y a no verse afectadas por el contexto.[14]

Un ejemplo preciso es la traducción de cifras porque estas no cambian a pesar del contexto, como sería el caso de traducir el número 20 por el 20.  Cabe aclarar que el número de correspondencias, incluso en el caso de las cifras es muy limitado, pues en ocasiones estas funcionarán como determinantes de alguna medida y en ese caso se efectuará una conversión, si las lenguas-culturas de partida y de llegada no comparten el mismo sistema de medición.
- La equivalencia de sentido: Se refiere a la creación de unidades de sentido (palabras, ideas, fragmentos de texto) utilizando los elementos de otra lengua, con el fin de mantener el mensaje fuente. Una forma de ejemplificar esto, tomando en cuenta lo que se explicó anteriormente, es la conversión de medidas, muchas veces necesaria en la interpretación o traducción. Por ejemplo, en países anglófonos se utiliza el pie como unidad para medir a las personas. En los países hispanohablantes se prefiere el sistema métrico, por lo que 6ft se traduciría al español como 1.85 metros.

La investigación basada en la TIT ha demostrado que la traducción siempre es una combinación de ambas estrategias. Aunque las correspondencias se lleguen a dar, la traducción por medio de equivalencias es la estrategia dominante en todos los productos de traducción, independientemente del tipo de discurso en cuestión. Esto era considerado por las teóricas del sentido como una ley universal del comportamiento traductor.

## De la interpretación a la traducción
En un inicio, la TIT se centraba en la interpretación porque se pensaba que, a diferencia de la traducción, permitía mostrar detalladamente las fases que abarca el proceso cognitivo (comprensión, desverbalización y reexpresión). Sin embargo, desde 1978, estudiantes de la ESIT demostraron la posibilidad de aplicar esta teoría a la traducción cuando comenzaron a redactar sus tesis basadas en los principios teóricos de Danica Seleskovitch. Aunque Seleskovitch rechazaba la aplicación de su teoría a la traducción, los traductores la convencieron de lo contrario. Así, la Teoría del Sentido pudo aplicarse a ambas disciplinas. 
Jean Delisle aportó una fase de verificación a la teoría. Esta fase fue desarrollada únicamente para la traducción, puesto que la naturaleza inmediata y efímera de la interpretación no permite su uso. El análisis justificativo, más conocido como fase de revisión, tiene como propósito verificar qué tan preciso es el primer borrador de una traducción.
La fase de verificación, en teoría,  no podría aplicarse a la interpretación de la misma manera que para la traducción debido a los siguientes factores: la diferencia en la práctica entre ambas actividades mediadoras (traducción e interpretación), la expresión del loculor y del emisor del texto y la comprensión del oyente y del lector. 

### Diferencia entre la interpretación y la traducción
Por un lado, la traducción es la actividad mediadora en la que se trabaja únicamente con textos escritos, por lo que, la fase de reexpresión en la lengua de llegada también se da de manera escrita.  A diferencia del intérprete, el traductor lleva la ventaja en la fase de comprensión porque puede leer, releer y consultar diccionarios u otras fuentes documentales que lo ayuden a trabajar el texto. Sin embargo, cuando se trata de reformular lo entendido, la obsesiva remanencia de palabras y oraciones frena la espontaneidad y la libertad de expresión en relación con la lengua de llegada, lo que lo lleva a tener que planear la redacción de su texto de llegada y revisarlo con cuidado, pues este permanecerá para siempre en la página, disponible en cualquier momento para evaluarse . Por otro lado, en la interpretación se produce la reexpresión oral en la lengua de llegada a partir de la enunciación de un texto oral en la lengua de partida.  Dependiendo de la situación comunicativa en que se utilice, nos podemos referir a esta actividad mediadora discursiva como interpretación de conferencias, interpretación de tribunales, interpretación social, interpretación en los medios audiovisuales, entre otras. El intérprete está sometido al ritmo del discurso, por lo que necesita prepararse con anterioridad porque, si no entiende el discurso, se complica la fase de comprensión. Por ello esta fase es más difícil para el intérprete porque la lengua hablada se desvanece y sus sonidos desaparecen al instante. Ahora bien, en la reexpresión, el intérprete se encuentra en una posición más cómoda que el traductor, ya que puede estar menos preocupado por cometer calcos léxicos o sintácticos, pues su texto de llegada no permanerá para evaluarse.

### La expresión del locutor y del emisor del texto
En el proceso comunicativo que entablamos para transmitir y recibir mensajes, ya sea por medio de un texto oral o escrito, intervienen los siguientes elementos: 
- Los interlocutores: quienes participan en una situación comunicativa.
  - El locutor y el oyente si hablamos de un intercambio que se lleve a cabo a través de un medio oral,
  - El emisor y el lector si hablamos de un intercambio que se lleve a cabo a través de un medio escrito.
- El mensaje: la información que se quiere comunicar mediante un canal.
- El canal: medio por el que se transmite el mensaje para que se comunique eficazmente. Las ondas sonoras presentes en el aire o unas páginas impresas pueden ser un tipo de canal, por mencionar algunos ejemplos, dependiendo de si nos referimos a un texto oral o a uno escrito.
- El código: el conjunto de reglas que permite a los interlocutores transmitir y captar los mensajes. El código puede ser una lengua con su respectivo alfabeto, ortografía, fonética y gramática, por ejemplo. Asimismo, el código binario, las señales de tránsito, el sistema de escritura en braille o el código morse serían otros ejemplos de código.

Dicho esto, hay que precisar que hay una diferencia entre la expresión que realiza el locutor de un texto oral o el emisor de un texto escrito. En cuanto al locutor, este tiene la oportunidad de adaptarse a la comprensión de quien lo escucha. Por ejemplo, si es necesario puede repetir, explicar o modular su tono de voz, entre otras cosas que ayuden al oyente a comprender mejor su mensaje. Y, al no haber un rigor tan marcado en el medio oral como lo hay en el medio escrito, esto le permite al locutor replicar calcos sintácticos o ser poco estricto con la elección de términos, por mencionar algunos. En cuanto al emisor, este puede imaginar un lector ideal, dado que carece de uno real a quien dirigirse, por ello, debería ser más riguroso con respecto a la elección de palabras, al estilo que emplea y a la aplicación de las reglas sintácticas, de ahí que necesite revisar su texto meta o traducción antes de entregarla.

### La comprensión del oyente y del lector
Respecto a la comprensión del oyente y del lector, hay que aclarar que esta no ocurre de la misma manera. En el caso del oyente, este no puede retener todo el discurso pronunciado pero recibe instantáneamente el efecto deseado por la forma en la que está dicho. Y, en el caso del lector, este puede ir a su propio ritmo y profundizar en una idea, además de que tiene la posibilidad de complementar el conocimiento que falta porque dispone del texto permanentemente.

## Aportaciones
Dentro del ámbito de los estudios de traducción, la TIT se apartó de los enfoques lingüísticos y comparatistas que intentaban entender la traducción desde sus productos (aquello que es visible y cuantificable) y consideró a la lengua sólo como una herramienta o medio de expresión que permite la comunicación. Esto hizo posible que la atención se desplazara hacia el traductor y sus procesos mentales, ya que se centraba en los factores no lingüísticos (cognitivos) del proceso traductor, por ejemplo, en el papel de la memoria del traductor. En este sentido, la TIT se conformó como una de las diversas teorías que contribuyeron a unir la psicología con la traducción, en otras palabras, a abordar su estudio desde un enfoque psicolingüístico.
Debido a ello, la propuesta de las autoras sobre el hecho de que el pensamiento puede disociarse de su materialidad lingüística (el proceso de desverbalización), les permitió considerar a la traducción como una actividad discursiva no analizable en el plano de la lengua. En palabras de Richart-Marset, la teoría permitió en cierta forma superar la concepción de que las diferencias entre lenguas vuelven a la traducción una actividad imposible de realizar, a partir de la hipótesis de que el pensamiento (en un sentido próximo a Piaget) es algo diferente e independiente a la materialidad lingüística.
Por otra parte, el énfasis concedido a los procesos de comprensión y desverbalización hizo visible la necesidad de un conocimiento más allá de lo lingüístico y de la comparación entre lenguas en el proceso traductor. De tal manera que una de sus mayores aportaciones consistió en poner de relieve el papel del discurso y del querer decir en el proceso traductor como objetivos principales del mismo, para así prestar especial atención al sentido que estos conllevan. Por lo tanto, la traducción se vuelve un acto de comunicación en el que el papel del conocimiento extralingüístico se suma al meramente lingüístico y se vuelve fundamental para poder producir una buena traducción.
Asimismo, como la TIT era una teoría pensada en la práctica, tuvo diversas aplicaciones en el ámbito pedagógico. Estas, en principio, surgieron de la búsqueda de Seleskovitch por brindar un sustento teórico a los programas de formación de intérpretes de conferencias. En consecuencia, para 1974, se creó el primer programa doctoral en materia de traducción dentro de la ESIT: Science de l'interprétation et de la traduction («Ciencia de la interpretación y de la traducción»), que más adelante tomó el nombre de Traductologie («Traductología»). A su vez, esto implicó la consolidación de la TIT como una de las teorías elementales para gran parte de los estudiantes de traducción e interpretación en Europa durante las décadas siguientes. Además, este cambio de una lingüística de la lengua a una del habla dio pie a múltiples investigaciones en el ámbito de los estudios de traducción.

## Críticas
Principalmente, la teoría interpretativa de la traducción se dio a conocer en la comunidad académica a través de los artículos publicados por Danica Seleskovitch y Marianne Lederer durante la década de los setenta. A raíz de su divulgación, algunas cuestiones como la desverbalización y su aplicación a la traducción literaria resultaron controversiales. Según Jeremy Munday y Anthony Pym, especialistas en estudios de traducción, el concepto de desverbalización está poco desarrollado teóricamente, debido a los problemas de observación del proceso, derivados de la imposibilidad para acceder al estado no verbal en el que se produce esta fase de la teoría. Por su parte, el traductólogo Peter Newmark, uno de los principales críticos de esta teoría, resaltó el hecho de que la desverbalización no se sustenta en pruebas científicas.
Por otro lado, la traductóloga Freddie Plassard consideró que los avances teóricos de la TIT no resuelven las dificultades que se presentan en la pedagogía de la traducción escrita al intentar realizar una práctica de traducción coherente, en la que el proceso de interpretación es ampliamente intuitivo, espontáneo y se lleva a cabo de manera inconsciente por el lector gracias a su competencia interpretativa. También señaló que la TIT no puede aplicarse a la literatura (por sus implicaciones emotivas y estéticas), sólo a los textos de carácter pragmático y técnico, pues no es necesario que el traductor se apegue a formas específicas para poder reexpresarlos, mientras que para la traducción literaria, la forma, entendida como la representación gráfica de una idea, es significativa y debe de considerarse en el texto de llegada. Esta idea ya había sido expresada por Seleskovitch en 1979: "El aspecto estético de la literatura plantea problemas específicos de forma que deben tratarse por separado". Esto debido al planteamiento según el cual el texto original produce un efecto en el destinatario por medio de diversos recursos literarios y el traductor debe intentar reproducir el efecto que deriva de las palabras del original. De esta forma, la elección de los elementos de la lengua meta debería hacerse en función de las intenciones del autor y en función de la manera en la que se encuentran representadas en el original.
 

En esta misma línea, Anna Maria Corredor Plaja sostiene que: 
[...] en traducción literaria la forma es significativa y por consiguiente, tiene que ser considerada. La forma del original, que produce un efecto sobre el destinatario, debe estar presente en el espíritu del traductor, ya que, aunque con los elementos de su propia lengua, tiene que hacer pasar el efecto que deriva de las palabras del original. Así, la elección de los elementos de la lengua de llegada debe hacerse en función de las intenciones del autor y en función de la forma en la que se encuentran materializadas en el original. El proceso de recreación del original en la traducción literaria.
Por último, en 1988 Mary Snell-Hornby retoma la división efectuada por la TIT entre correspondencias de palabras y equivalencias de sentido, y critica el concepto de equivalencia por considerarlo impreciso y mal definido, pues hace pensar que existe una simetría entre lenguas.